# Kupellonura serritelson
Kupellonura serritelson är en kräftdjursart som beskrevs av Johann-Wolfgang Wägele 1981. Kupellonura serritelson ingår i släktet Kupellonura och familjen Hyssuridae. Inga underarter finns listade i Catalogue of Life.